# Montbouy
Montbouy là một xã trong tỉnh Loiret, vùng Centre-Val de Loire bắc trung bộ nước Pháp. Xã này nằm ở khu vực có độ cao từ 102-154 mét trên mực nước biển.
Sông Aveyron chảy vào sông Loing tại xã này.